# Microsphecodes russeiclypeatus
Microsphecodes russeiclypeatus là một loài Hymenoptera trong họ Halictidae. Loài này được Sakagami & Moure mô tả khoa học năm 1962.